# Mark Wayne Clark
Mark Wayne Clark (Madison Barracks, 1 de mayo de 1896 - Charleston, 17 de abril de 1984) fue un militar estadounidense, que alcanzó el rango de general del Ejército de los Estados Unidos, y que participó en la Primera Guerra Mundial, la Segunda Guerra Mundial y la guerra de Corea, teniendo una destacada participación en estos dos últimos conflictos bélicos.

## Inicios de su carrera militar
Clark era descendiente del general de los tiempos de la Guerra de Independencia de los Estados Unidos George Rogers Clark, a la vez que era primo del general George Marshall. Nacido en Madison Barracks, una población del estado de Nueva York, pasó la mayor parte de su juventud en el estado de Illinois. Mark Wayne Clark se diplomó en la Academia Militar de West Point en 1917, siendo rápidamente ascendido a capitán de Infantería y enviado a Francia para participar en la Primera Guerra Mundial, siendo herido en combate contra los alemanes.

## La Segunda Guerra Mundial
Durante la Segunda Guerra Mundial, fue el segundo al mando durante la Operación Torch, la invasión por los Aliados del norte de África. Varias semanas antes de la invasión desembarcó clandestinamente de un submarino, con la misión de negociar con las tropas francesas allí destacadas, que reconocían la autoridad de la Francia de Vichy y la política colaboracionista del mariscal Philippe Pétain. Mantuvo negociaciones con los franceses en Cherchell los días 21 y 22 de octubre de 1942.
Mark W. Clark fue nombrado para tomar el mando del 5.º Ejército estadounidense poco antes del desembarco en Salerno en Italia en septiembre de 1943. En diciembre de 1944, asumió el mando del 15.º Grupo de Ejércitos, con lo que quedó al mando de todas las tropas de los Aliados en la campaña de Italia. Su forma de conducir las operaciones militares aliadas en la zona resultó controvertida, ya que se le reprochó la forma en que condujo el desembarco en Salerno y la inactividad que le siguió, el modo de conducir la batalla de Montecassino, la lentitud del avance hacia el norte de las tropas aliadas en el teatro de operaciones italiano, así como su incapacidad para capturar a las unidades de la Wehrmacht que protegían la llamada Línea Gustav, combate en el que Clark metió prisas a sus tropas para logran ser el primero en entrar en Roma, cuando lo que debería haber hecho era explotar los posibles fallos en las posiciones alemanas. Debido a la elección hecha por el general Clark, la Línea Gustav no pudo ser superada por las tropas aliadas hasta que no hubo transcurrido un año más de combates.

## La guerra de Corea y la posguerra
Durante la guerra de Corea, el general Mark Wayne Clark estuvo al mando de las tropas de las Naciones Unidas, en abril de 1952, cargo en el que sucedió al general Matthew Ridgway. Desde ese cargo, fue Clark quien firmó el acuerdo de alto el fuego con los representantes de Corea del Norte en 1953.
Tras su retirada del Ejército estadounidense, el general Clark ocupó hasta el año 1966 el cargo de presidente de la Academia Militar The Citadel, en Charleston. Publicó unas memorias en dos volúmenes: Calculated Risk (1950) y From the Danube to the Yalu (1954).
El rápido ascenso de Clark hasta el grado de general se atribuyó a sus excelentes conexiones con los generales George Marshall y Dwight Eisenhower.
A lo largo de su carrera recibió diversas condecoraciones, entre las que pueden mencionarse las siguientes: Cruz por Servicio Distinguido, Medalla por Servicio Distinguido del Ejército, Gran Cruz de la Legión de Honor
El general Mark Wayne Clark falleció el 17 de abril de 1984 en Charleston, Carolina del Sur, siendo enterrado en el cementerio de la Academia Militar The Citadel, de la que había sido presidente.